# (19002) Tongkexue
(19002) Tongkexue est un astéroïde de la ceinture principale d'astéroïdes.

## Description
(19002) Tongkexue est un astéroïde de la ceinture principale d'astéroïdes. Il fut découvert le 1er septembre 2000 à Socorro (Nouveau-Mexique) par LINEAR. Il présente une orbite caractérisée par un demi-grand axe de 2,39 UA, une excentricité de 0,13 et une inclinaison de 7,4° par rapport à l'écliptique.

## Compléments